# Lucas Deaux
Lucas Deaux (Reims, 26 december 1988) is een Frans voetballer die bij voorkeur als defensieve middenvelder speelt. Hij verruilde in 2012 Stade Reims voor FC Nantes. Op 3 januari 2016 tekende hij een contract voor 2,5 jaar bij de Belgische voetbalclub AA Gent, waar hij uiteindelijk slechts een half seizoen zou blijven. Vanaf het seizoen 2016-17 speelt hij voor het Franse EA Guingamp.

## Clubcarrière

### Stade Reims
Deaux begon met voetballen bij de club uit zijn geboortestad, Stade Reims. Met die club speelde hij in de Ligue 2 en het Championnat National. In totaal speelde hij 117 wedstrijden voor Stade Reims, waarin hij zeven doelpunten wist te scoren. 

### FC Nantes
Op 10 juli 2012 tekende hij als transfervrije speler een tweejarig contract bij FC Nantes. In zijn eerste seizoen eindigde Nantes als derde in de Ligue 2, waardoor het promotie afdwong. Deaux debuteerde in de Ligue 1 op 18 augustus 2013, tegen FC Lorient. Hij startte in de basiself en werd tien minuten voor affluiten naar de kant gehaald.

### KAA Gent
Op 3 januari 2016 ondertekende hij een contract bij de Belgische landskampioen voor 2,5 jaar. Transferprijs onbekend.

### EA Guingamp
Op 9 juni 2016 werd aangekondigd dat Deaux een contract voor drie seizoenen getekend heeft bij het Franse EA Guingamp.

## Statistieken
| Seizoen | Club           | Land               | Competitie           | Competitie | Competitie | Beker | Beker | Europees | Europees | Overige | Overige | Totaal | Totaal |
| Seizoen | Club           | Land               | Competitie           | Wed.       | Dlp.       | Wed.  | Dlp.  | Wed.     | Dlp.     | Wed.    | Dlp.    | Wed.   | Dlp.   |
| ------- | -------------- | ------------------ | -------------------- | ---------- | ---------- | ----- | ----- | -------- | -------- | ------- | ------- | ------ | ------ |
| 2006/07 | Stade de Reims | Vlag van Frankrijk | Ligue 2              | 2          | 0          | 2     | 0     | –        | –        | 0       | 0       | 4      | 0      |
| 2007/08 | Stade de Reims | Vlag van Frankrijk | Ligue 2              | 4          | 0          | 0     | 0     | –        | –        | 0       | 0       | 4      | 0      |
| 2008/09 | Stade de Reims | Vlag van Frankrijk | Ligue 2              | 19         | 3          | 1     | 0     | –        | –        | 1       | 0       | 21     | 3      |
| 2009/10 | Stade de Reims | Vlag van Frankrijk | Championnat National | 29         | 0          | 1     | 0     | –        | –        | 1       | 1       | 31     | 1      |
| 2010/11 | Stade de Reims | Vlag van Frankrijk | Ligue 2              | 31         | 3          | 0     | 0     | –        | –        | 5       | 0       | 36     | 3      |
| 2011/12 | Stade de Reims | Vlag van Frankrijk | Ligue 2              | 30         | 1          | 2     | 0     | –        | –        | 1       | 0       | 33     | 1      |
| 2012/13 | FC Nantes      | Vlag van Frankrijk | Ligue 2              | 33         | 0          | 1     | 0     | –        | –        | 2       | 0       | 36     | 0      |
| 2013/14 | FC Nantes      | Vlag van Frankrijk | Ligue 1              | 36         | 1          | 1     | 0     | –        | –        | 4       | 0       | 41     | 1      |
| 2014/15 | FC Nantes      | Vlag van Frankrijk | Ligue 1              | 34         | 0          | 3     | 1     | –        | –        | 3       | 0       | 40     | 1      |
| 2015/16 | FC Nantes      | Vlag van Frankrijk | Ligue 1              | 16         | 0          | 0     | 0     | –        | –        | 1       | 0       | 17     | 0      |
| 2015/16 | AA Gent        | Vlag van België    | Jupiler Pro League   | 5          | 0          | 0     | 0     | 0        | 0        | 0       | 0       | 5      | 0      |
| 2016/17 | EA Guingamp    | Vlag van Frankrijk | Ligue 2              | 12         | 0          | 0     | 0     | —        | —        | 0       | 0       | 12     | 0      |
| TOTAAL  | TOTAAL         | TOTAAL             | TOTAAL               | 251        | 8          | 11    | 1     | 0        | 0        | 18      | 1       | 280    | 10     |